# Leichtathletik-Weltmeisterschaften 2011/Teilnehmer (Malaysia)
| Goldmedaillen | Silbermedaillen | Bronzemedaillen |
| ------------- | --------------- | --------------- |
| —             | —               | —               |

Der Leichtathletik-Verband Malaysias stellte bei den Leichtathletik-Weltmeisterschaften 2011 im südkoreanischen Daegu zwei Teilnehmer.

## Ergebnisse

### Männer

#### Laufdisziplinen
| Athlet                         | Disziplin | Qualifikation | Qualifikation | Vorlauf | Vorlauf | Halbfinale         | Halbfinale         | Finale             | Finale             |
| Athlet                         | Disziplin | Zeit          | Platz         | Zeit    | Platz   | Zeit               | Platz              | Zeit               | Platz              |
| ------------------------------ | --------- | ------------- | ------------- | ------- | ------- | ------------------ | ------------------ | ------------------ | ------------------ |
| Mohammad Noor Imran Abdul Hadi | 100 m     | 10,77 s       | 8             | 10,75 s | 46      | nicht qualifiziert | nicht qualifiziert | nicht qualifiziert | nicht qualifiziert |

### Frauen

#### Laufdisziplinen
| Athletin                     | Disziplin | Qualifikation | Qualifikation | Vorlauf | Vorlauf | Halbfinale         | Halbfinale         | Finale             | Finale             |
| Athletin                     | Disziplin | Zeit          | Platz         | Zeit    | Platz   | Zeit               | Platz              | Zeit               | Platz              |
| ---------------------------- | --------- | ------------- | ------------- | ------- | ------- | ------------------ | ------------------ | ------------------ | ------------------ |
| Norjannah Hafiszah Jamaludin | 100 m     | 12,06 s       | 5             | 11,73 s | 39      | nicht qualifiziert | nicht qualifiziert | nicht qualifiziert | nicht qualifiziert |